# Großsteingrab Pötrau
Das Großsteingrab Pötrau war eine megalithische Grabanlage der jungsteinzeitlichen Nordgruppe der Trichterbecherkultur bei Pötrau, einem Ortsteil der Gemeinde Büchen im Kreis Herzogtum Lauenburg in Schleswig-Holstein.
Als 1837 bei Pötrau ein Grabhügel abgetragen wurde, wurde darin eine megalithische Grabkammer entdeckt. Genauere Angaben zu ihrer Orientierung, ihren Maßen und ihrem Typ liegen nicht vor. Auch die genaue Lage des Grabes ist unklar, denn auf einer topografischen Karte von 1764 sind bei Pötrau drei Grabhügel verzeichnet und es wurde nicht vermerkt, in welchen davon sich die steinerne Grabkammer befand.
Bei der Abtragung des Grabes wurden keine Funde gemacht. Allerdings wurde später von einem Bauern in Pötrau eine Streitaxt aus Grünstein gefunden. Deren Fundort liegt in der Nähe von einem der drei zerstörten Grabhügel. Karl Kersten hielt daher diesen Hügel für den wahrscheinlichsten Standort des Großsteingrabes.